# Emir Šišić
Emir Šišić (Živinice, 17 marzo 1963) è un militare bosniaco, responsabile materiale nel 1992 dell'eccidio di Podrute, in cui morirono quattro militari italiani e uno francese.
All'epoca dei fatti era tenente pilota appartenente al 117. lap lovacko-avijacijski puk (Reggimento Aviazione da Caccia) della Jugoslovensko ratno vazduhoplovstvo i protivvazdušna odbrana (Aeronautica Militare Federale Jugoslava). Oggi è Maggiore pilota.

## L'eccidio di Podrute
Il 7 gennaio 1992 a Produte, non lontano da Novi Marof, sui cieli tra Varaždin e Zagabria nell'estremo nord della Croazia e nei pressi del confine con Slovenia ed Ungheria, quattro militari italiani ed un francese rimasero uccisi a seguito all'abbattimento dell'elicottero AB-205 dell'Aviazione Leggera dell'Esercito sul quale volavano impegnati a svolgere missioni per il controllo del cessate il fuoco per conto dell'European Community Monitor Mission (ECMM) da parte di una coppia di MiG-21 di cui uno pilotato dal Maggiore Šišić (autore materiale dell'abbattimento) decollati su allarme dalla base aerea Željava (Bihać - allora ancora Repubblica Socialista di Bosnia ed Erzegovina e parte integrante della Jugoslavia).
Sull'elicottero abbattuto da Šišić caddero:
- Enzo Venturini, tenente colonnello pilota, MOVM;
- Marco Matta,  sergente maggiore pilota, MOVM;
- Fiorenzo Ramacci, maresciallo capo, MOVM;
- Silvano Natale, maresciallo capo, MOVM;
- Jean-Loup Eychenne, tenente di vascello della Marine nationale francese.

Rimase coinvolto anche un altro elicottero dell'Aviazione Leggera Esercito, che i MiG cercarono di abbattere ma il pilota riuscì ad evitare il fuoco jugoslavo e ad atterrare indenne in una radura.
Il 9 giugno 2002 Šišic si recò a comprare medicine in Ungheria. Fu arrestato e estradato in Italia dove fu condannato a 15 anni di prigione. In seguito, un negoziato tra il governo serbo e le autorità italiane, portò ad un accordo per far scontare la pena inflitta all'aviatore in Serbia. Šišic fu così trasferito in Serbia, presso Sremska Mitrovica.
Il 9 maggio 2008 Emir Šišic è stato rilasciato.

## Filmografia
Sulla vicenda è stato girato un film intitolato: Gli eroi di Podrute, diretto dal regista Marco Currieri.